# Oratorio del Carmine
L'oratorio del Carmine è un oratorio sussidiario a Renazzo, frazione di Cento in provincia di Ferrara. Risale al XVII secolo.

## Storia
L'oratorio è sussidiario della chiesa parrocchiale di San Sebastiano.  Le fonti storiche riportano che sin dal XVII secolo esisteva un oratorio accanto alla chiesa con la facciata rivolta verso di questa, e che veniva utilizzato dalla compagnia del Santissimo Sacramento e della Beata Vergine del Carmine.
La compagnia, mentre la chiesa veniva ristrutturata, fece ricostruire l'edificio dell'oratorio attorno alla metà del XVIII secolo.
Nell'ultimo decennio del XIX secolo fu oggetto di un intervento di ricostruzione ed ampliamento.
Durante il XX secolo venne interessato da importanti lavori in due momenti diversi. 
Venne restaurato a scopo conservativo nel 1939 poi, nel 1960, un altro intervento di restauro ne modificò in modo sostanziale gli interni che in precedenza erano uniti in un'unica sala e dopo furono suddivisi da pareti costruite tra le colonne.
Il terremoto dell'Emilia del 2012 ha danneggiato seriamente la struttura rendendola inagibile.
Attualmente risulta ristrutturato e aperto al culto. 